# Campo Marzio di Lugano
Lo stadio Campo Marzio è stato un impianto polisportivo della città svizzera di Lugano, in Canton Ticino.
Costruito entro il 1908, fin dall'inaugurazione ospita le partite casalinghe della squadra di calcio, del Lugano.

## Storia
Dopo la fondazione del Lugano avvenuta, il 28 luglio 1908 uno dei primi problemi da risolvere era quello del campo da gioco. Il vicepresidente
Giacomo Lepori trovò un terreno ideale dalle parti del Campo Marzio: il proprietario era un certo Salzi (che lì possedeva un’osteria), il vicepresidente ottenne l’uso della superficie per sette mesi al prezzo di 180 franchi. Il 13 settembre 1908 fu disputata la prima partita, contro il Chiasso, vinta dal Lugano per 6 a 0.
Il Campo Marzio, regalò grandi soddisfazioni al FC Lugano, che il 28 maggio del 1922 fu promosso nella massima categoria Nazionale e nel 1931 conquistò la sua prima Coppa Svizzera.
Con il passare degli anni il Campo Marzio, non rispondendo più alle esigenze di una squadra che doveva misurare le sue forze con le migliori formazioni svizzere ed anche con compagini straniere, il Lugano nel 1951 si trasferì al nuovo stadio di Cornaredo.
L’incontro d’addio al Campo Marzio si disputò 27 maggio 1951 (che verrà poi smantellato sette anni più tardi nel 1958.) contro il Chiasso. Risultato 0-0.
Al Campo Marzio nel 1911 si tenne il primo meeting aviatorio del Ticino.

## Struttura
Lo stadio era inserito all'interno del centro polisportivo di Campo Marzio,
L'impianto presentava una struttura a pianta ellittica: il campo da calcio (in erba naturale, che misura 105x68 m) era separato dagli spalti dalla pista di atletica leggera.